# NGC 702
NGC 702 (również PGC 6852 lub Arp 75) – galaktyka spiralna z poprzeczką (SBbc/P), znajdująca się w gwiazdozbiorze Wieloryba. Odkrył ją William Herschel 20 września 1784 roku.